# Platycypha pinheyi
Platycypha pinheyi é uma espécie de libelinha da família Chlorocyphidae.
Pode ser encontrada nos seguintes países: República Democrática do Congo e Tanzânia.